# Шахт, Йозеф
Йозеф Шахт (нем. Joseph Schacht) (15 марта 1902, Ратибург — 1 августа 1969, Нью-Джерси) — арабист, исламовед, исследователь мусульманского права. По происхождению — немец.

## Биография
Учился в Лейпцигском и Бреславском университетах.
Один из основателей и редактор журнала «Studia Islamica» и 2-го издания «Энциклопедии ислама».
Покинув в 1934 году нацистскую Германию, переехал в Египет, где до 1939 года преподавал в Каирском университете.
В 1946—1953 годах ― профессор исламоведения в Оксфордском университете.
В 1953—1959 годах возглавлял кафедру арабистики в Лейденском университете.
С 1959 года — профессор арабистики и исламоведения Колумбийского университета в Нью-Йорке.

## Взгляды
Относит завершение формирования основной системы мусульманского права к VIII веку.
Рассматривает мусульманское право, главным образом, в историко-социологическом плане, придавая ему самодовлеющее значение.

## Сочинения
- Der Islām mit Ausschluss des Qor'āns. — Tübingen, 1931.
- An Introduction to Islamic Law. — Oxf., 1964; 1986.
- The origins of Muhammadan jurisprudence. — Oxf., 1967.